# Vito Hazler
Vito Hazler, slovenski etnolog, * 1952, Maribor.
Predava na Oddelku za etnologijo Filozofske fakultete Univerze v Ljubljani.

## Dela
- Podreti ali obnoviti? Zgodovinski razvoj, analiza in model etnološkega konservatorstva na Slovenskem (1999)

## Nagrade in priznanja
- 1993 in 2000: Murkovo priznanje
- 1995: Steletovo priznanje za dosežke na področju teorije varstva, predstavitve in popularizacije ljudskega stavbarstva[1]
- 2008: Murkova nagrada